# Epidendrum exasperatum
Epidendrum exasperatum är en orkidéart som beskrevs av Heinrich Gustav Reichenbach. Epidendrum exasperatum ingår i släktet Epidendrum och familjen orkidéer. Inga underarter finns listade i Catalogue of Life.